# Sérgio Conceição
Pour les articles homonymes, voir Conceição.
Sérgio Conceição, né le 15 novembre 1974 à Coimbra, est un footballeur international portugais professionnel de 1993 à 2009, reconverti en entraîneur.
Ce milieu de terrain a été international portugais entre 1996 et 2004 et a terminé sa carrière en 2009 au PAOK Salonique dont il est devenu directeur sportif. 
Il est entraîneur depuis 2010. Il commence au Standard de Liège en tant qu'adjoint. Il devient le technicien du FC Nantes de la fin 2016 à juin 2017. Il entraînera ensuite le FC Porto sur une période de sept saisons, de juin 2017 à juin 2024. Depuis décembre 2024, il entraîne l'AC Milan.
Il a la particularité d'avoir entraîné deux de ses fils au FC Porto : Francisco Conceição d'abord puis Rodrigo Conceição.

## Carrière

### Carrière de joueur
Conceição commence sa carrière professionnelle au FC Porto. Il est prêté au FC Penafiel en 1993, au Leça FC en 1994 et au FC Felgueiras en 1995. Il joue finalement au FC Porto à partir de 1996. En deux saisons, il gagne deux titres de Champion du Portugal ainsi qu'une coupe.
En 1998, il signe en Italie à la Lazio Rome, contre une indemnité de 9,1 millions d'euros. Il y remporte le titre de la Serie A en 2000. La même année, il part au AC Parma et sert d'échange pour l'acquisition par la Lazio du joueur argentin Hernán Crespo. En 2001, il rejoint son troisième club italien, l'Inter de Milan. À l'été 2003, il retourne à la Lazio. Mais sa deuxième expérience dans ce club est moins fructueuse, il ne joue que 10 matchs jusqu'à l'hiver où il repart au Portugal, au FC Porto. Blessé durant une bonne partie du reste de la saison, il y joue peu et sa carrière semble se terminer.
C'est sans compter sur son transfert en 2004 au Standard de Liège où il devient en très peu de temps la vedette du club belge. Il reçoit le soulier d'or 2005, récompensant le meilleur joueur du championnat belge sur une année civile. Il met un terme à sa carrière après deux derniers contrats à l'Al Qadisiya Koweït (2007-2008) et au PAOK Salonique (2008-2009).

### En équipe nationale
Entre 1996 et 2004, il est convoqué à 56 reprises. Il a inscrit en tout 12 buts.
Il marque notamment de son empreinte une rencontre de l'Euro 2000 en inscrivant un triplé lors du dernier match de poule : Portugal - Allemagne : 3 - 0. 

### Carrière d'entraîneur

#### Directeur sportif au PAOK Salonique (2009-2010)
Le 14 novembre 2009, il met un terme à sa carrière et devient directeur sportif du PAOK Salonique pour lequel il jouait depuis 2 ans.

#### Standard de Liège (2010-2011)
Le 1er juin 2010, il signe un contrat d'un an comme entraineur adjoint du Standard de Liège. Il épaule son ancien entraineur, Dominique D'Onofrio. Le Standard de Liège termine la saison deuxième à un demi-point du KRC Genk et gagne la coupe de Belgique.

#### SC Braga (2014-2015)
Lors de son passage à Braga, il amène le club en finale de la Coupe du Portugal face au Sporting. Après un score de 2 partout, le club s'inclinera finalement aux penaltys (3-1). Il sera remercié à la fin de la saison.

#### Vitória Guimarães (2015-2016)

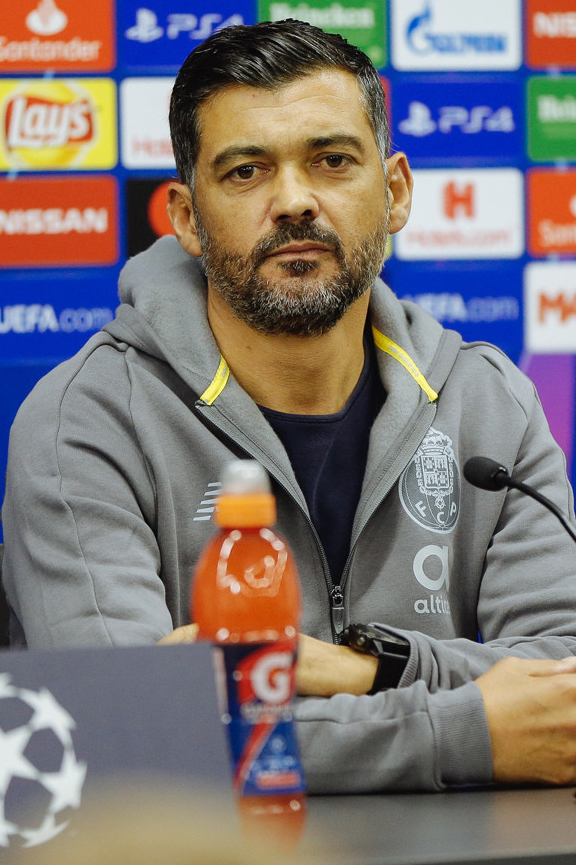
Sérgio Conceição avec le FC Porto en 2018.

#### FC Nantes (2016-2017)
Le 8 décembre 2016, il signe un contrat de deux saisons avec le FC Nantes. Reprenant le club à la dix-neuvième place, il redresse le club avec un bilan de 12 victoires, 5 matchs nuls et 6 défaites, soit 35 points pris en championnat depuis son arrivée. Le 19 avril 2017, il prolonge son contrat de 2 ans, soit jusqu'en 2020.
Le 30 mai 2017, le site 20 Minutes annonce qu'il souhaite quitter le club pour "raisons personnelles".

#### FC Porto (2017-2024)
En juin 2017, il devient le nouvel entraineur du FC Porto. Un challenge car le club du nord du Portugal ressort d'une 4e saison blanche. Sa pré-saison est pour le moins prometteuse, au-delà des résultats, Sergio Conceição semble donner un tout nouvel élan aux Dragons. De la pression, de l'intensité, du jeu, les joueurs adhérent tout de suite au style du technicien Portugais. Il remporte le championnat du Portugal dès sa première saison sur le banc de Porto.
En juin 2024, il est libéré de ses fonctions d’entraîneur  par le FC Porto.

#### AC Milan (2024-)
Le 30 décembre 2024, l'AC Milan annonce la signature de Sérgio Conceição jusqu'en juin 2026. Il remplace son compatriote Paulo Fonseca limogé à la suite du match nul, la veille, (1-1) face à l'AS Rome en championnat.

## Controverses
Le Portugais s'est souvent fait remarquer pour son manque de sang froid dans certaines situations. Le 21 mars 2006, lors du match de coupe de Belgique Standard de Liège - Zulte-Waregem, il crache sur un joueur de l'équipe adverse (Stijn Meert) qui l'avait provoqué. L'arbitre Peter Vervecken le remarque et lui brandit un carton rouge. Conceiçao, frustré, enlève son maillot et l'envoie directement à la tête de l'arbitre. Ce geste oblige le comité de l'union belge de football de le priver de toute rencontre pendant 4 mois à partir du 11 avril 2006. Cette sanction joue également au niveau international.
Cependant, durant sa période de suspension, il devient l'ambassadeur de la campagne anti-racisme « ne faites pas le singe ». Il organise aussi des ventes de maillots à son nom et récolte des milliers d'euros de fonds pour de multiples associations dont il est parrain. Depuis son arrivée au Standard de Liège, il parraine également un jeune garçon atteint d'un cancer et ne manque jamais l'occasion de lui rendre visite.
Le stade du club de foot de l'União de Coimbra porte son nom.

## Statistiques
| Saison  | Club               | Pays     | Compétition            | Matchs | Buts |
| ------- | ------------------ | -------- | ---------------------- | ------ | ---- |
| 1993/94 | FC Penafiel        | Portugal | Liga de Honra          | 30     | 2    |
| 1994/95 | Leça FC            | Portugal | Liga de Honra          | 24     | 3    |
| 1995/96 | FC Felgueiras      | Portugal | Liga de Honra          | 30     | 4    |
| 1996/97 | FC Porto           | Portugal | SuperLiga              | 26     | 1    |
| 1997/98 | FC Porto           | Portugal | SuperLiga              | 30     | 8    |
| 1998/99 | Lazio Rome         | Italie   | Serie A                | 32     | 5    |
| 1999/00 | Lazio Rome         | Italie   | Serie A                | 30     | 2    |
| 2000/01 | Parme FC           | Italie   | Serie A                | 25     | 5    |
| 2001/02 | Inter Milan        | Italie   | Serie A                | 23     | 1    |
| 2002/03 | Inter Milan        | Italie   | Serie A                | 19     | 0    |
| 2003/04 | Lazio Rome         | Italie   | Serie A                | 7      | 0    |
| 2003/04 | FC Porto           | Portugal | SuperLiga              | 11     | 0    |
| 2004/05 | Standard de Liège  | Belgique | Jupiler Pro League     | 27     | 11   |
| 2005/06 | Standard de Liège  | Belgique | Jupiler Pro League     | 25     | 7    |
| 2006/07 | Standard de Liège  | Belgique | Jupiler Pro League     | 22     | 4    |
| 2007/08 | Al Qadisiya Koweït | Koweït   | Kuwaiti Premier League | 7      | 5    |
| 2007/08 | PAOK Salonique     | Grèce    | Superleague Elláda     | 7      | 0    |
| 2008/09 | PAOK Salonique     | Grèce    | Superleague Elláda     | 28     | 5    |
| 2009/10 | PAOK Salonique     | Grèce    | Superleague Elláda     | 6      | 0    |

### Buts internationaux
| 0   | Date               | Lieu                                             | Compétition                       | Résultat | Adversaire           | Détail | Détail         | Détail | Sél. |
| --- | ------------------ | ------------------------------------------------ | --------------------------------- | -------- | -------------------- | ------ | -------------- | ------ | ---- |
| 1er | 11 octobre 1997    | Estádio da Luz (1954), Lisbonne, Portugal        | Éliminatoires Coupe du monde 1998 | V 1-0    | Irlande du Nord      | 17e    | de la tête     | 1-0    | 8e   |
| 2e  | 26 mars 1999       | Stade D. Afonso Henriques, Guimarães, Portugal   | Éliminatoires Euro 2000           | V 7-0    | Azerbaïdjan          | 76e    | du pied gauche | 5-0    | 13e  |
| 3e  | 20 juin 2000       | De Kuip, Rotterdam, Pays-Bas                     | Premier tour de l'Euro 2000       | V 3-0    | Allemagne            | 35e    | de la tête     | 1-0    | 27e  |
| 4e  | 20 juin 2000       | De Kuip, Rotterdam, Pays-Bas                     | Premier tour de l'Euro 2000       | V 3-0    | Allemagne            | 54e    | du pied gauche | 2-0    | 27e  |
| 5e  | 20 juin 2000       | De Kuip, Rotterdam, Pays-Bas                     | Premier tour de l'Euro 2000       | V 3-0    | Allemagne            | 71e    | du pied droit  | 3-0    | 27e  |
| 6e  | 7 octobre 2000     | Estádio da Luz (1954), Lisbonne, Portugal        | Éliminatoires Coupe du monde 2002 | N 1-1    | République d'Irlande | 57e    | du pied gauche | 1-0    | 30e  |
| 7e  | 11 octobre 2000    | De Kuip, Rotterdam, Pays-Bas                     | Éliminatoires Coupe du monde 2002 | V 0-2    | Pays-Bas             | 10e    | du pied gauche | 0-1    | 31e  |
| 8e  | 1er septembre 2001 | Camp d'Esports (en), Lérida, Espagne             | Éliminatoires Coupe du monde 2002 | V 1-7    | Andorre              | 58e    | du pied gauche | 1-6    | 37e  |
| 9e  | 5 septembre 2001   | Stade Antonis-Papadopoulos, Larnaca, Chypre      | Éliminatoires Coupe du monde 2002 | V 1-3    | Chypre               | 71e    | du pied droit  | 1-3    | 38e  |
| 10e | 27 mars 2002       | Stade de Bessa XXI, Porto, Portugal              | Match amical                      | P 1-4    | Finlande             | 40e    | du pied gauche | 1-2    | 40e  |
| 11e | 17 avril 2002      | Estádio José Alvalade (1956), Lisbonne, Portugal | Match amical                      | N 1-1    | Brésil               | 60e    | du pied droit  | 1-0    | 41e  |
| 12e | 16 octobre 2002    | Ullevi, Göteborg, Suède                          | Match amical                      | V 2-3    | Suède                | 35e    | s.p            | 2-1    | 48e  |

### Entraineur
| SC Olhanense         | 1er janvier 2012  | 7 janvier 2013 | 34  | 10  | 13 | 11 | 29.41 |
| Académica de Coimbra | 8 avril 2013      | 26 mai 2014    | 41  | 12  | 14 | 15 | 29.27 |
| SC Braga             | 26 mai 2014       | 30 juin 2015   | 44  | 23  | 10 | 11 | 52.27 |
| Vitória Guimarães    | 23 septembre 2015 | 18 mai 2016    | 31  | 8   | 10 | 13 | 25.81 |
| FC Nantes            | 8 décembre 2016   | 6 juin 2017    | 26  | 13  | 5  | 8  | 50.00 |
| FC Porto             | 8 juin 2017       | 3 juin 2024    | 379 | 274 | 50 | 55 | 72.29 |
| AC Milan             | 30 décembre 2024  | en cours       | 2   | 2   | 0  | 0  | 100   |

## Palmarès

### Joueur

#### En club
| SS Lazio (6) | FC Porto (5) | Standard de Liège (0)                  | Leça FC (1)                       | Équipe du Portugal (0)                                                      |
| --- | --- | -------------------------------------- | --------------------------------- | --------------------------------------------------------------------------- |
| - Serie A - Champion : 2000 - Coupe d'Italie - Vainqueur : 2000 et 2004 - Supercoupe d'Italie - Vainqueur : 1998 - Coupe d'Europe des vainqueurs de coupe - Vainqueur : 1999 - Supercoupe de l'UEFA - Vainqueur : 1999 | - Primeira Liga - Champion : 1997, 1998 et 2004 - Coupe du Portugal - Vainqueur : 1998 - Supercoupe du Portugal - Vainqueur : 1996 | - Coupe de Belgique - Finaliste : 2007 | - Segunda Liga - Vainqueur : 1995 | - Euro 2000 - Demi-finaliste - Euro des moins de 18 ans - Finaliste en 1992 |

#### Individuel
- Soulier d'or belge en 2005

### Entraineur

#### En club
|  |  | AC Milan - Supercoupe d'Italie - Vainqueur : 2024 |  | FC Porto - Championnat du Portugal - Champion : 2018, 2020 et 2022 - Vice-champion : 2019, 2021 et 2023 - Coupe du Portugal - Vainqueur : 2020, 2022, 2023 et 2024 - Finaliste : 2019 - Coupe de la Ligue - Vainqueur : 2023 - Finaliste : 2019 et 2020 - Supercoupe du Portugal - Vainqueur : 2018, 2020 et 2022 |  | SC Braga - Coupe du Portugal - Finaliste : 2015 |

#### Individuel
- Entraîneur de la saison du championnat du Portugal en 2020 et 2022

### Entraîneur adjoint
|  |  | Standard de Liège - Jupiler Pro League - Vice-Champion : 2011 - Coupe de Belgique - Vainqueur : 2011 |